# Veslanje na OI 1928.
Veslanje na Olimpijskim igrama u Amsterdamu 1928. godine uključivalo je natjecanja u 7 disciplina, i to samo u muškoj konkurenciji. Natjecanje se održalo po takozvanom match race sustavu, s po dvije posade u utrci, sistemom eliminacija. 

## Osvajači medalja

### Muški
| Disciplina             | Zlato | Srebro | Bronca                                                                                                   |
| Samac                  | Australija H. R. Pearce                                                                                        | SAD K. Meyers | Velika Britanija T. Collet                                                                               |
| Dvojac na pariće       | SAD P. Costello C. Mc.Ilvaine                                                                                  | Kanada J. Wright Jr. J. Guest                                                                                          | Austrija L. Losert V. Flessl                                                                             |
| Dvojac bez kormilara   | Njemačka K. Moeschter B. Muller                                                                                | Velika Britanija T. O'Brien R. Nisbet                                                                                  | SAD P.McDowell J. Schmitt                                                                                |
| Dvojac s kormilarom    | Švicarska H. Schǒchlin C. Schǒchlin H. Bourquin (korm)                                                         | Francuska A. Marcelle E. Marcelle H. Prěaux (korm)                                                                     | Belgija L. Flament F- De Coninck M. Degroef (korm)                                                       |
| Četverac bez kormilara | Velika Britanija J. Lander M. Warriner R. Beesley E. Bevan                                                     | SAD C. Karle W. Miller G. Healis E. Bayer                                                                              | Italija C. Rossi P. Freschi U. Bonade P. Gennari                                                         |
| Četverac s kormilarom  | Italija V. Perentin G. D'este N. Vittori G. Delise R. Petronio (korm)                                          | Švicarska E. Haas J. Meyer O. Bucher K. Schwegler F- Boesch (korm)                                                     | Poljska F. Bronikowski E. Jankowski L. Birkholz B. Ormanowski B. Drewek (korm)                           |
| Osmerac                | SAD M. Stalder J. Brinck F. Frederick W. Thompson W. Dally J. Workman H. Caldwell P. Donlon D. Blessing (korm) | Velika Britanija J. Hamilton G. Nickalls J. Badcock D. Gollan H. Lane G. Killick J. Beresford H. West A. Sulley (korm) | Kanada F. Hedges F. Fiddes J. Hand H. Richardson J. Murdoch A. Meech C. Norris W. Ross J. Donnely (korm) |